# Rooms-katholieke begraafplaats St. Laurentius

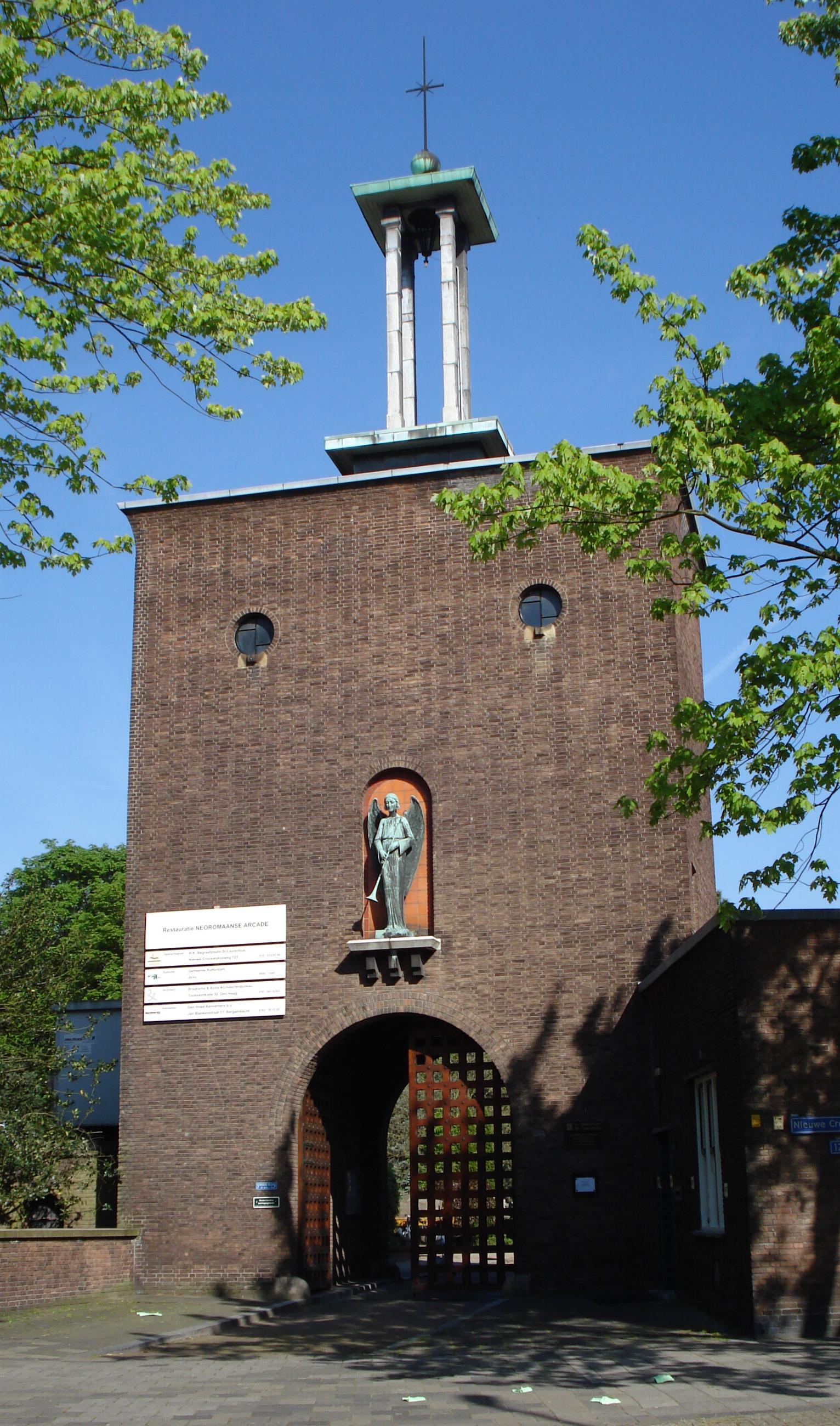
Ingang begraafplaats St. Laurentius

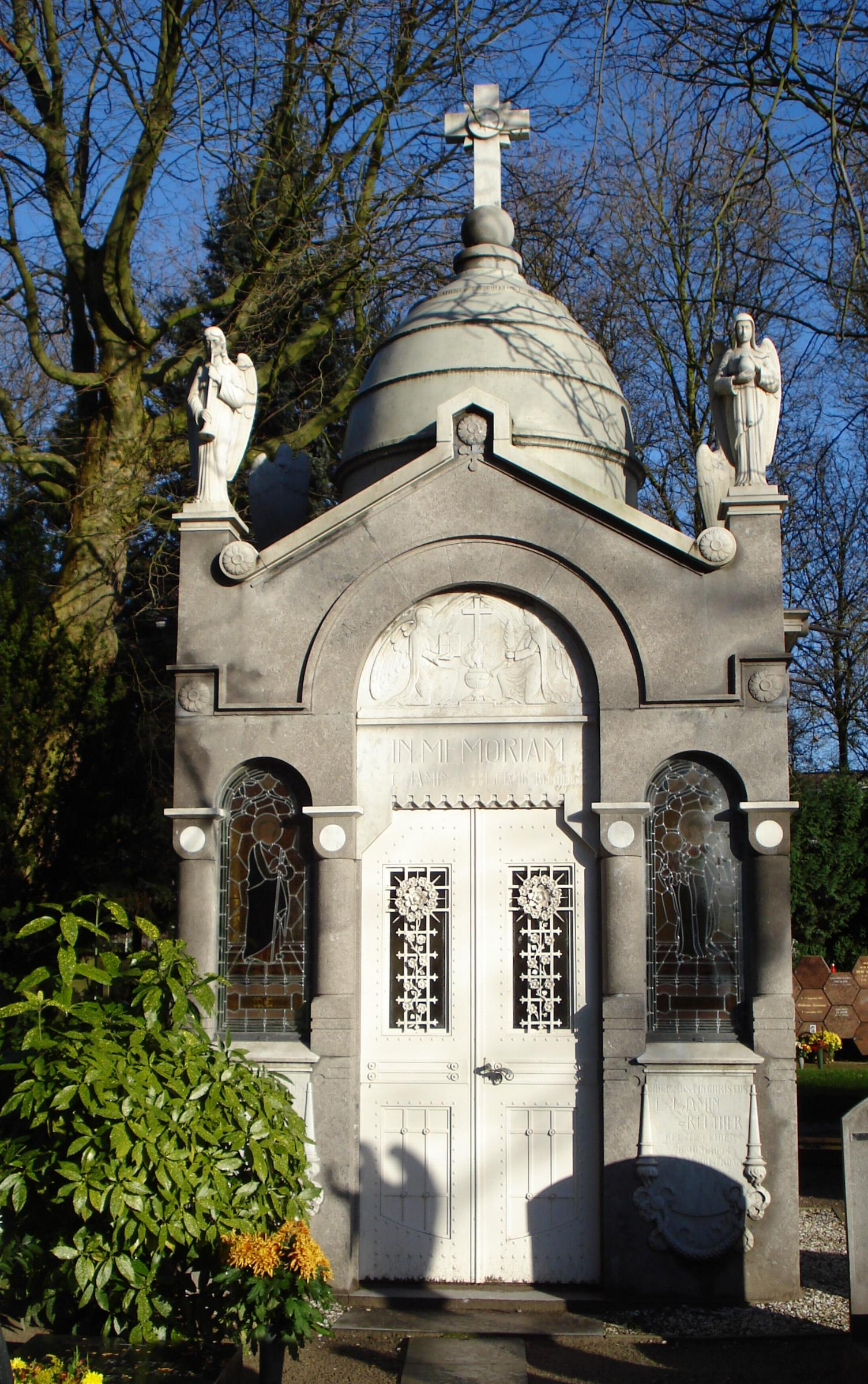
Grafkapel van de familie Jamin

De  Rooms-katholieke begraafplaats St. Laurentius (tot 1999 Rooms-Katholieke Begraafplaats Crooswijk geheten) is een rooms-katholieke begraafplaats in de Nederlandse stad Rotterdam. De begraafplaats is gelegen aan de Nieuwe Crooswijkseweg in de Rotterdamse deelgemeente Kralingen-Crooswijk en is gewijd aan de heilige Laurentius van Rome.
Vanaf 1827 mochten doden niet meer in kerken begraven worden. De Rotterdamse rooms-katholieken hadden daardoor geen eigen begraafplaatsen meer in Rotterdam. In 1864 kreeg het bisdom Haarlem van de Gemeente Rotterdam toestemming om de toenmalige buitenplaats Groenendaal in Crooswijk in te richten als rooms-katholieke begraafplaats. De buitenplaats Groenendaal was in bezit van de familie Tholen, die het nalieten aan het bisdom. Op 18 oktober 1867 werd de eerste dode hier begraven.
Het ontwerp van de begraafplaats is afkomstig van architect H.J. van den Brink. Hij ontwierp de begraafplaats als een ommuurd terrein in Italiaanse stijl (campo sante), met centraal een kapel. Deze kapel is in 1963 vervangen door een nieuwe kapel, waarvan de fundering al snel problemen gaf en ook deze kapel werd afgebroken. Sinds 2001 staat er de huidige kapel, gewijd aan de heilige Maria der Engelen. Deze moderne kapel is ontworpen door Francine Houben en architectenbureau Mecanoo. Langs de buitenrand is een neoromaanse arcade gebouwd met dubbele grafkelders eronder. Het huidige poortgebouw, in neogotische stijl, stamt uit 1936 en is ontworpen door architect J.P.L. Hendriks.

## Hofjes
Op de begraafplaats is een kinderhofje en een cirkelvormig hof bestemd voor overleden priesters. Het bisschopsgraf is in 2009 verplaatst naar de arcade van het kerkhof.

## Hier begraven
- Philippe Bär (1928-2025), bisschop van Rotterdam
- C.J. en J.J.M Blankenheym
- J.A. Coebergh, jeneverstoker
- Cornelis Jamin (1850-1907), oprichter van de Jamin-winkels met een eigen grafkapel
- H.R.A. Jungerhans, de oprichter van de Rotterdamse servieswinkel
- Arnold Leeflang (1871-1942), beeldhouwer
- Ruud Lubbers (1939-2018), minister-president en minister van Staat
- Jan van Teeffelen (1877-1935), architect
- Lucas Wensing (1869-1939), beeldhouwer

## Externe link

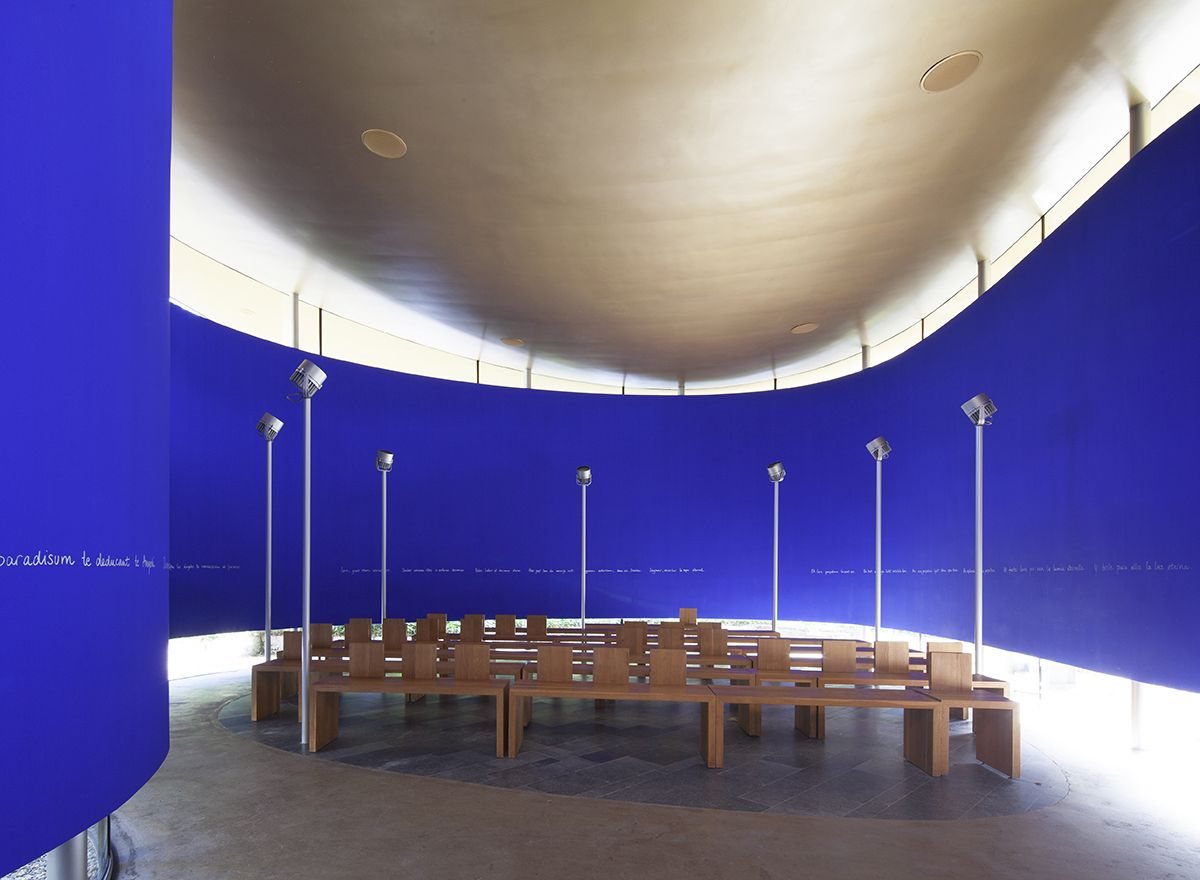
Moderne kapel door Mecanoo